# Schoenoplectus hotarui
Schoenoplectus hotarui là loài thực vật có hoa trong họ Cói. Loài này được (Ohwi) Holub miêu tả khoa học đầu tiên năm 1976.